# Edition and Gallery Hundertmark
Die Edition and Gallery Hundertmark (bis 2002 Edition Hundertmark) ist ein deutscher Verlag für Künstlerbücher und Kunstobjekte.

## Verlegerische Arbeit
Die Edition wurde 1970 von Armin Hundertmark (* 1948 in Berlin) gegründet. Der Verlagssitz war anfangs in Berlin. Verlegt wurden Arbeiten von Fluxuskünstlern, den Wiener Aktionisten und der Konkreten Poesie.
Zu den ersten edierten Künstlern gehörten Joseph Beuys, Günter Brus, Robert Filliou, Ludwig Gosewitz, Milan Knížák, Otto Muehl, Hermann Nitsch, Arnulf Rainer, Tomas Schmit, Ben Vautier oder Emmett Williams. Von diesen und anderen Künstlern erschienen Tonbandkassetten, CDs und Multiples. Von den meisten Künstlern wurden auch Ausstellungen in der angeschlossenen Galerie gezeigt. Markenzeichen waren dabei die Editionen in Kunstkisten, den Kartons, die heute bereits erheblichen Sammlerwert besitzen.
1976 gründete Hundertmark die Literatur- und Kunstzeitschrift „Ausgabe“. Tonträger werden unter dem Label ?Records vertrieben.
1979 zog die Firma nach Köln. 1980 war eine Wanderausstellung der Edition zum 10-jährigen Bestehen in verschiedenen Kunstvereinen und Museen zu sehen. 1995 fand im Kölnischen Stadtmuseum eine Ausstellung zum 25-jährigen Jubiläum der Edition Hundertmark statt. 2003 siedelte die Edition nach Las Palmas de Gran Canaria um, von wo aus sie auch heute noch tätig ist.
Hundertmark nahm regelmäßig mit Messeständen an der Frankfurter Buchmesse, an der Art Basel, der Art Cologne, der Art Frankfurt und anderen Kunstmessen teil.

## Veröffentlichungen (Auswahl)
- Edition Hundertmark: Editionsverzeichnis 1971–1975. Berlin, 1975.
- Ausgabe. Ein Literatur- und Kunstmagazin. Berlin, 1976–1979, Nr. 1–4. Köln, 1980–1983/84, Nr. 5–7.
- Heft der Edition Hundertmark. Heft 1–42, 1976–2002.